# OUT (桐野夏生)
『OUT』（アウト）は、桐野夏生の小説。1998年に日本推理作家協会賞を受賞した。テレビドラマ化、映画化、舞台化もされた。

## 概要
深夜の弁当工場で働くパートの主婦・弥生が、夫によるDVに耐えかねて殺害したことをきっかけに、平凡な主婦たち4人が自由を求めて日常を離脱・脱社会化し、「OUT（アウト）」してゆく物語である。
バブル経済崩壊後の現代社会で生きる人々の日常生活や、新宿のヤクザ、日系ブラジル人出稼ぎ労働者などに対する視線と洞察が注目を浴び、1998年に日本推理作家協会賞を受け、80万部を越すベストセラーとなった。1999年にフジテレビでドラマ化され、後に映画化もされた。
日本で発表された7年後の2004年には、米ミステリー界のアカデミー賞といわれるエドガー賞 長編賞の4作品に、日本人作家として初めてノミネートされた。英訳を手がけた講談社インターナショナルは、2003年8月に単行本で出版し、その年のうちに米国で3刷約18,000部を販売し、ペーパーバック版ではない単行本としては異例な売れ行きであったと伝えている。米国の『ワシントン・ポスト』紙は「日本女性のステレオタイプを打ち砕きながら、日本社会の暗部を描いた」と論評した。2004年4月29日（日本時間4月30日）、桐野は、ニューヨークのグランド・ハイアット・ホテルで行なわれた授賞式に黒いロングドレス姿で出席した。受賞を逃したが、エドガー賞の審査委員長は「受賞作と他の作品との差はカミソリほどの薄さで、どの作品が受賞しても不思議でなかった」と選評を述べている。ノミネートされた際に「7年前の自分で判断してほしくない」と漏らしていた桐野は、授賞式後の記者会見において「家庭の崩壊やパートタイム、外国人労働者の問題などが普遍的だと評価されたと聞きました。日本もだんだん世界に近づいてきたなと思った」と感想を語った。なお、米国では2004年に直木賞受賞作『柔らかな頬』の翻訳出版が決まった。

## あらすじ
東京郊外の弁当工場で、主婦たちは深夜のパート作業に精を出していた。香取雅子、42歳はリストラされた夫との間で家庭が崩壊寸前だった。吾妻ヨシエ、51歳は認知症の姑の介護に疲れ果てていた。城之内邦子、40歳はカードローンや街金からの多重債務に苦しんでいた。山本弥生、30歳はギャンブル依存症の夫から暴力を振るわれるという辛い日々を送っていた。
それぞれ悩みを抱える4人だったが、そんな中、弥生は夫がマイホームの頭金として貯めていた金をバカラ賭博で使い果たしたことに激昂し、殺害してしまう。弥生の窮地を救おうとした雅子は、ヨシエと邦子を巻き込み、死体をバラバラにしてゴミ集積場に分散投棄し、証拠隠滅を図る。しかし、邦子が遺体の一部を公園に捨てたことから、事件は露見する。
警察の捜査が難航する一方、有力容疑者として逮捕された地下カジノのオーナー・佐竹は興信所を使って弥生の周辺を探り始める。また、借金の棒引きと引き換えに邦子から事件の全貌を聞き出した街金のチンピラ・十文字は、死体隠滅の仕事を雅子に持ちかけるなど、雅子たちの日常は確実に崩壊へと向かっていた。

## 登場人物
香取雅子
元は信用金庫の有能な行員だったが、職場での孤立が原因で退職。現在は弁当工場の深夜パートとして勤務している。
吾妻ヨシエ
弁当工場で雅子とチームを組むパート従業員。経験豊富で作業の手際が良いことから、周囲からは「師匠」と呼ばれ頼られている。若くして夫を亡くし、寝たきりの姑と娘の三人で生活を送っており、経済的な苦労を抱えている。
城之内邦子
弁当工場で雅子とチームを組むパート従業員。自制心が弱く、買い物依存症のため、複数のカードローンと街金からの借入による多重債務に苦しんでいる。同棲していた内縁の夫には逃げられている。
山本弥生
弁当工場で雅子とチームを組むパート従業員の主婦。工場勤務には不釣り合いなほどの美貌を持つ二児の母。真面目に家計を支えようとする弥生に対し、夫は冷淡で、中国人ホステスに入れ込み、遊興費のためにバカラに手を出し貯金を使い果たしてしまう。愛称は「山ちゃん」。
十文字彬
邦子が金を借りていた街金のチンピラ。かつて信金の債権回収業務に携わっており、雅子の下で働いていた過去がある。女子高生（年少者）を好む傾向がある一方、仕事においては年上の女性からの信頼を得ている。十文字という名前は、ハッタリとして用いている通称であり、競輪選手から取られている。本名は山田明。
佐竹光義
弥生の夫が事件直前まで頻繁に出入りしていた地下カジノとクラブのオーナー。以前は暴力団に所属し、女衒をしていたが、引き抜きを図った口入屋を殺害したことで逮捕・破門されている。その前科から、事件の有力容疑者として別件逮捕される。
曽我
暴力団・豊住会の組員。十文字の暴走族時代の先輩にあたる。
宮森カズオ
ブラジルから日本へ出稼ぎに来た日系ブラジル人（外国人労働者）。期待していたコンピューター関連のスキルを活かせる職場ではなく、現状に鬱屈とした感情を抱いている。
衣笠
バラバラ殺人事件の捜査を担当する警視庁捜査一課の刑事。過去に殺人の前科がある佐竹を犯人と断定的に見ている。
今井
バラバラ殺人事件の捜査を担当する武蔵大和署捜査一課の刑事。弁当工場で働く雅子たちのグループに疑念を抱くものの、捜査は早々に頓挫する。

## テレビドラマ
1999年、「OUT〜妻たちの犯罪〜」のタイトルでフジテレビにて放送された。ドラマ版のオリジナルキャラクターとして、飯島直子が演じる刑事「井口則子」が登場する。

## 映画
2002年10月19日に公開された。基本的な設定は残しているが、「宮森カズオが一切登場しない」「結末が異なる」など、原作とは違った展開となっている。アカデミー賞の最優秀外国語映画賞に日本代表作品として出品された。
- 監督：平山秀幸
- 脚本：鄭義信
- 音楽：安川午朗
- プレス写真：荒木経惟
- プレスデザイン：祖父江慎
- 製作：ムービーテレビジョン、サンダンス・カンパニー
- 配給：20世紀フォックス（極東）

- キャスト
  - 香取雅子：原田美枝子
  - 吾妻ヨシエ：倍賞美津子
  - 城之内邦子：室井滋
  - 山本弥生：西田尚美
  - 吾妻千代子（ヨシエの姑）：千石規子
  - 十文字彬：香川照之
  - 山本健司：大森南朋
  - 佐竹光義：間寛平
  - 香取良樹：小木茂光
  - 香取伸樹：吉永雅紀
  - 広瀬洋一：江藤漢
  - 金田敬徳：田中要次
  - 杉本：斎藤歩
  - 衣笠：浜田道彦
  - マリア：伊藤グロリア
  - トラック運転手：吉田日出子
  - 豊住会組員：眞島秀和、佐藤貢三
  - 森富士夫
  - 浜近高徳
  - 秋定里穂

- 製作
  - 企画は20世紀FOXの社員で、サンダンス・カンパニー代表の古澤利夫（藤崎貞利）[4]（詳細は『それから』を参照）。ムービーテレビジョンと組んで製作を決めた[5]。

## 舞台劇
2000年新宿スペース・ゼロにて初演された。最も原作に近いとされる。この公演で演出の鈴木裕美が第35回紀伊國屋演劇賞個人賞、第8回読売演劇大賞優秀演出家賞を受賞、主演の久世星佳が第8回読売演劇大賞優秀女優賞を受賞した。これを受け、2002年にPARCO劇場で再演された。
- 演出 - 鈴木裕美
- 脚本 - 飯島早苗
- 出演 （）内は2002年再演時。
  - 香取雅子 - 久世星佳
  - 城之内邦子 - 竹内都子
  - 山本弥生 - 松本紀保
  - 吾妻ヨシエ - 歌川椎子
  - 佐竹光義 - 小市慢太郎（千葉哲也）
  - 十文字彬 - 田中哲司（増沢望）
  - 宮森カズオ/山本健司 - 佐藤二朗（大石継太）
  - 香取良樹 - 樋渡真司